# Tage Thomasson
Tage Emanuel Thomasson, född 16 oktober 1894 i Norra Rörums socken, i dåvarande Malmöhus län, död 4 september 1974 i Helsingborg, var en svensk företagsledare.

## Biografi
Tage Thomasson var son till lantbrukaren Ola Thomasson och Augusta Andersson. Han gick ut Kungliga Tekniska Högskolan (KTH) 1915 och blev driftsingenjör vid Svenska Sockerfabriks AB (SSA) samma år. Han var sedan driftsingenjör och överingenjör vid Reymersholms gamla industri AB Kopparverket i Helsingborg 1916–1928. Han fick sedan anställdning vid Cia General de Fosforos Buenos Aires 1930, där han var verkställande direktör och styrelseledamot 1932–1947. Han var sedan verksam vid AB  Klippans finpappersbruk med dotterbolag 1948–1964 där han var styrelseordförande från 1964.
Han satt i en rad olika bolagsstyrelser, däribland SSA, Höganäs AB, STAB, Investment AB Öresund, Skånska cement AB, AB Iföverken, AB Custos och AB Sukab.
Han gifte sig 1918 med Anna Bergqvist (1894–1975), dotter till biskop Olof Bergqvist och Hanna Norbäck, och blev far till sönerna Stig Thomasson (1919–1949) och Bengt Thomasson (1924–2001). Makarna är begravda i Thomassons familjegrav på Norra Rörums kyrkogård i Skåne.

## Utmärkelser, ledamotskap och priser
- Ledamot av Vetenskapssocieteten i Lund (LVSL)[4]